# ناکانه ماساترو
ناکانه ماساترو (به ژاپنی: 中根 正照 なかね まさてるん)، (تولد نامشخص– مرگ ۲۵ ژانویه ۱۵۷۳)، یک سامورایی ملازم خاندان توکوگاوا و ارباب قلعه فوتاماتا، در ژاپن بود.